# 楊振
楊振（1426年—？），字廷举，山西澤州高平縣人，明朝政治人物。進士出身。

## 生平
山西鄉試第二十五名。天順八年（1464年）甲申科會試第一百六十七名，殿試登進士第三甲第八十八名。

## 家族
曾祖父楊思恭。祖父楊郁。父亲楊昇。